# Elio Aggiano
Pour les articles homonymes, voir Elio (homonymie).
Elio Aggiano (né le 15 mars 1972 à Brindisi, dans les Pouilles) est un coureur cycliste italien.

## Palmarès

### Palmarès amateur
- 1990
  - Coppa Martiri Lunatesi
  - 3e de la Coppa Pietro Linari
- 1991
  - Gran Premio Sportivi Poggio alla Cavalla
  - 2e du Gran Premio La Torre
- 1992
  - Trofeo Paolin Fornero
  - Targa Crocifisso
  - Coppa Collecchio
- 1993
  - Coppa Cicogna
  - Gran Premio Sportivi Poggio alla Cavalla
  - Gran Premio Comune di Cerreto Guidi
- 1994
  - Grand Prix de la ville de Vinci
- 1995
  - Milan-Busseto
  - 2e de Milan-Tortone
- 1996
  - Trofeo Franco Balestra
  - Trofeo Caduti Soprazocco
  - Coppa Penna
  - 2e du Gran Premio di Diano Maria
  - 3e du Trophée Adolfo Leoni
  - 3e du Giro del Valdarno

### Palmarès professionnel
| - 1998 - Trofeo Manacor - Trophée Luis Ocaña (es) - 1999 - 3e étape du Tour de Castille-et-León - 3e étape du Tour de Galice - 2000 - Trofeo Calvia - 2001 - La Classic du GP de Beauce - 2002 - 3e étape de l'Uniqa Classic - 4ea étape de Tour du Danemark - 5e étape du Tour du Poitou-Charentes | - 2003 - 3e étape du Tour du Trentin - 2005 - 5e étape de la Semaine internationale Coppi et Bartali - 3e du Trophée de la ville de Castelfidardo - 2006 - 7e étape du Tour de Langkawi |  |

## Résultats sur les grands tours

### Tour de France
1 participation
- 1999 : 92e

### Tour d'Italie
5 participations
- 1997 : abandon (19e étape)
- 1998 : abandon (16e étape)
- 2000 : 81e
- 2003 : abandon
- 2007 : 138e

### Tour d'Espagne
4 participations
- 1997 : 123e
- 1998 : abandon
- 2001 : abandon (11e étape)
- 2002 : abandon (18e étape)

## Classements mondiaux
| Année         | 2006 | 2007 |
| ------------- | ---- | ---- |
| UCI Asia Tour | 84e  | 120e |